# 週刊ハイビジョンニュース
週刊ハイビジョンニュース（しゅうかん・ハイビジョン・ニュース）は、NHKデジタル衛星ハイビジョンの前身となるアナログハイビジョン実用化試験放送（運営・ハイビジョン推進協会、BS-9ch）で1994年11月 - 2000年3月17日に放送された報道・情報番組である。

## 概要
NHKは、1991年11月25日から開始された「アナログハイビジョン試験放送」を更に強化して、1994年11月25日から曜日・時間ごとに製作局を分担した「実用化試験放送」で、毎日5時間程度（水曜のみ全放送時間帯）の番組を提供することになり、そのハイビジョン番組ソフト強化の一環として、日本初となるハイビジョンの報道専門番組を企画した。
当初はまだハイビジョンの機材が充分に備わっていなかったため、デイリーニュース（帯番組）としてではなく、毎週1回製作の週刊ニュース番組として立ち上げられた。その週の注目すべきニュース・話題にハイビジョンカメラが潜入した取材で注目され、特に阪神・淡路大震災（1995年）には被災地の生々しい惨状を取材した。
その後ハイビジョンカメラの普及が進んだことや、衛星デジタルテレビ開始の2000年12月1日の開局などもあり、週刊ハイビジョンニュースとしての放送は同年3月17日の放送を以て終了した。
2000年4月8日から11月25日までは『NHK週刊ニュース』の本編を再構成した『ハイビジョンNHK週刊ニュース』（11:00 - 11:30）を放送。
なお、2000年4 - 11月にはこれとは別に、地上波総合テレビとの同時放送で「ハイビジョンニュース」という帯番組も並列放送されていた。また、放送初期は「週刊ハイビジョンNEWS」というタイトル表記もあった。
アナログハイビジョン実用化試験で使われたアナログBS-9chは、2000年12月1日以後はNHKのデジタル衛星ハイビジョン（BS-hi）のサイマル放送に移行し、総合テレビの難視聴対策に伴う目的で『おはよう日本』、『正午のNHKニュース』、『NHKニュース7』、『NHKニュース10』の同時放送が行われたが、その後地上デジタルテレビ放送の全国的な普及などからBShiでの報道番組は2006年12月31日に放送された正午のニュースを最後に、緊急有事（地震・テロなど。大規模な地震・津波である場合は衛星全チャンネルを含む総合系放送の全チャンネル共通放送に切り替え）以外の定時での放送を終了し姿を消した。

## 司会者
- 吉村秀實（当時NHK記者・解説員　現ジャーナリスト）
- 中谷久美子
- 原元美紀
- 松田美和
- 小山絹代
- 久田直子

他